# Grégoire Colin
Grégoire Colin (Châtenay-Malabry, 25 luglio 1975) è un attore francese.

## Biografia
Nato il 25 luglio 1975 in una famiglia di attori e circensi gitani, Colin cresce a Le Plessis-Robinson. Esordisce come attore all'età di 12 anni sul palco del Théâtre de Gennevilliers, dove Bernard Sobel gli ha offerto una parte nell'Ecuba di Euripide. Autodidatta, fa la sua prima apparizione sul grande schermo due anni più tardi, ma è l'incontro nel 1994 con la regista Claire Denis, di cui diverrà un attore feticcio, a segnare una svolta nella sua carriera, culminata con ruoli come quello principe in Nénette e Boni, per cui vince il Pardo per la miglior interpretazione maschile al festival di Locarno, e quello di un giovane legionario ispirato al Billy Budd di Melville in Beau Travail. Tra gli altri film in cui recita negli anni novanta si contano il Leone d'oro Prima della pioggia, Olivier, Olivier e La vita sognata degli angeli.

## Filmografia parziale

### Cinema
- Olivier, Olivier, regia di Agnieszka Holland (1992)
- Pas très catholique, regia di Tonie Marshall (1993)
- La regina Margot (La Reine Margot), regia di Patrice Chéreau (1994)
- Prima della pioggia (Pred doždot), regia di Milčo Mančevski (1994)
- Fiesta, regia di Pierre Boutron (1995)
- Nénette e Boni (Nénette et Boni), regia di Claire Denis (1996)
- Nel profondo paese straniero, regia di Fabio Carpi (1997)
- Secret défense, regia di Jacques Rivette (1998)
- La vita sognata degli angeli (La Vie rêvée des anges), regia di Érick Zonca (1998)
- Disparus, regia di Gilles Bourdos (1998)
- Beau Travail, regia di Claire Denis (1999)
- Sade, regia di Benoît Jacquot (2000)
- La Guerre à Paris, regia di Yolande Zauberman (2002)
- Sex Is Comedy, regia di Catherine Breillat (2002)
- Vendredi Soir, regia di Claire Denis (2002)
- Snowboarder, regia di Olias Barco (2003)
- Restless (Inquiétudes), regia di Gilles Bourdos (2003)
- L'Intrus, regia di Claire Denis (2004)
- Le Domaine perdu, regia di Raúl Ruiz (2005)
- Voleurs de chevaux, regia di Micha Wald (2007)
- Il killer (Le Tueur), regia di Cédric Anger (2007)
- 35 rhums, regia di Claire Denis (2008)
- Nanayo-machi (七夜待?), regia di Naomi Kawase (2008)
- Augustine, regia di Alice Winocour (2012)
- Les Salauds, regia di Claire Denis (2013)
- Barbara, regia di Mathieu Amalric (2017)
- Il prezzo del successo (Le Prix du succès), regia di Teddy Lussi-Modeste (2017)
- Si tu voyais son cœur, regia di Joan Chemla (2017)
- Il paradiso probabilmente (It Must Be Heaven), regia di Elia Suleiman (2019)
- Proxima, regia di Alice Winocour (2019)
- Amanti (Amants), regia di Nicole Garcia (2020)
- L'amante russo (Passion simple), regia di Danielle Arbid (2020)
- Mon légionnaire, regia di Rachel Lang (2021)
- Incroci sentimentali (Avec amour et acharnement), regia di Claire Denis (2022)
- Riabbracciare Parigi (Revoir Paris), regia di Alice Winocour (2022)
- Il profumo dell'oro (Cash), regia di Jérémie Rozan (2023)
- Rendez-vous avec Pol Pot, regia di Rithy Panh (2023)
- Hebi no michi (蛇の道?), regia di Kiyoshi Kurosawa (2024)

### Televisione
- Black Spot (Zone blanche) – serie TV, episodio 2x03 (2019)
- Capitaine Marleau – serie TV, episodio 3x08 (2020)
- Lupin – serie TV, episodio 1x01 (2021)
- Svaniti nel nulla (Disparu à jamais), regia di Juan Carlos Medina – miniserie TV (2021)
- Le combattenti (Les Combattantes), regia di Alexandre Laurent – miniserie TV (2022)
- MobLand – serie TV, 5 episodi (2025)

## Riconoscimenti
- Premio César
  - 1993 – Candidatura alla migliore promessa maschile per Olivier, Olivier
- Festival del cinema di Locarno
  - 1996 – Pardo per la miglior interpretazione maschile per Nénette e Boni

## Doppiatori italiani
Nelle versioni in italiano delle opere in cui ha recitato, Grégoire Colin è stato doppiato da:
- Nanni Baldini in La vita sognata degli angeli
- Federico Talocci in Amanti
- Alessio Cigliano in L'amante russo
- Teo Bellia in Incroci sentimentali
- Gabriele Sabatini in Svaniti nel nulla
- Riccardo Scarafoni in Lupin
- Alessandro Quarta in Riabbracciare Parigi
- Massimo Lodolo ne Il profumo dell'oro
- Francesco Bulckaen in MobLand